# Mantinea
Mantinea (Nieuwgrieks: Μαντινεία, Mandinia) is de naam van een stad in het oude Griekenland, gelegen in de Peloponnesos, meer bepaald in de zuidoostelijke vlakte van Arcadia, ten noorden van Tegea, waarmee het voortdurend overhoop lag over de afbakening van grenzen of het beheer van de irrigatiekanalen die de vlakte van water voorzagen. De rivaliteit tussen beide steden was meermaals een hinderpaal voor de politieke eenmaking van Arcadia in de strijd tegen de Spartanen.
Mantinea is gegroeid uit de samengroeiing (synoikismos) van vijf dorpen omstreeks 500 v.Chr. Hoewel het op democratische wijze was georganiseerd, steunde Mantinea toch Sparta bij de onderdrukking van de helotenopstand, maar toen de democratie er voldoende sterk stond, sloot de stad zich niettemin aan bij de tegenstanders van Sparta
Aldus valt het te verklaren dat de Spartanen hier, bij de huidige Skopi-pas, in 418 v.Chr. onder het opperbevel van koning Agis II een beslissende overwinning behaalden op het coalitieleger van de verbonden staten Argos, Athene en Elis. Mantinea werd gedwongen zijn muren te slopen en de bevolking moest weer in de dorpen leven. Na deze Eerste Slag bij Mantinea werd de stad in 371 v.Chr. opnieuw gesticht.
In 362 v.Chr. vond er de Tweede Slag bij Mantinea plaats, ditmaal tussen Sparta en Thebe. Epaminondas behaalde met zijn Thebanen de overwinning op de Spartanen, maar hij liet er zelf het leven. Later, in 223 v.Chr., werd Mantinea verwoest door de troepen van de Achaeïsche Bond, gesteund door de Macedonische vorst Antigonus III Doson, en de inwoners werden als slaven weggevoerd. Op de plaats van het oude Mantinea werd een nieuwe stad gesticht onder de naam Antigonea (Grieks Αντιγονεία / Antigoneia), maar de Romeinse keizer Hadrianus schonk haar in 213 na Chr. de oude naam terug.
Anders dan de meeste Oudgriekse stadstaten lag Mantinea midden in een vlakte. Van de antieke stad zijn nog resten bewaard, hoofdzakelijk uit de Hellenistische tijd: van de stadsmuur, van het theater (nog twee rijen zitplaatsen zijn te zien), van het bouleuterium (raadhuis) en van de agora (markt, met enkele resten van gebouwen).